# Макс Петерс
Макс Петерс (нім. Max Peters; 6 червня 1888, Лютьєнбург — 11 квітня 1961, Шверте) — німецький військовий інженер, контрадмірал-інженер крігсмаріне (1 серпня 1944).

## Біографія
1 жовтня 1907 року вступив в кайзерліхмаріне. Учасник Першої світової війни, машиніст і інженер на торпедних катерах. Після демобілізації армії залишений в рейхсмаріне. З 25 грудня 1937 по 12 листопада 1939 року — консультант в штабі 2-го адмірала військово-морської станції «Нордзе» (з 1 січня 1938 року — 2-й адмірал на Північному морі). З 15 листопада 1939 року — командир 14-го корабельного кадрового батальйону. 20 вересня 1940 року направлений на формування 18-го корабельного кадрового батальйону і 1 жовтня призначений командиром батальйону. З 24 березня 1943 року — директор служби морського спорядження і ремонтних операції Піллау. З 10 січня 1944 року — комендант військово-морського арсеналу Готенгафена. 28 березня 1945 року взятий в полон. 2 грудня 1946 року звільнений.

## Нагороди
- Залізний хрест
  - 2-го класу (17 квітня 1915)
  - 1-го класу (19 травня 1924)
- Медаль «За вислугу років» (Пруссія)
  - 3-го класу (9 років; 18 квітня 1915)
  - 1-го класу (15 років; 25 червня 1921)
- Галліполійська зірка (Османська імперія; 24 квітня 1916)
- Фландрійський хрест із застібкою «Морська війна» (25 жовтня 1922)
- Почесний хрест ветерана війни з мечами (10 лютого 1935)
- Медаль «За вислугу років у Вермахті» 4-го, 3-го, 2-го і 1-го класу (25 років; 2 жовтня 1936) — отримав 4 нагороди одночасно.
- Пам'ятна військова медаль (Австрія) з мечами (1 квітня 1939)
- Пам'ятна військова медаль (Угорщина) з мечами (1 квітня 1939)
- Медаль за участь у Європейській війні (1915—1918) з мечами (Третє Болгарське царство; 1 квітня 1939)
- Хрест Воєнних заслуг
  - 2-го класу з мечами (9 січня 1941)
  - 1-го класу з мечами (20 квітня 1944)